# Hardcore Heaven 1994
Hardcore Heaven 1994 è stato un evento di wrestling prodotto dalla Extreme Championship Wrestling. Si svolse il 13 agosto 1994 alla ECW Arena di Filadelfia, Pennsylvania. Fu la prima edizione della serie di ppv Hardcore Heaven.

## Evento
Nel main event della serata, Terry Funk affrontò Cactus Jack. I Public Enemy interferirono nel match assalendo Jack, causando il termine dell'incontro in no contest. I Public Enemy proseguirono l'aggressione ai danni di Cactus Jack fino a quando Jack e Funk si allearono attaccandoli a loro volta. Durante il post-match, Funk chiese a un fan tra il pubblico che gli lanciasse sul ring una sedia d'acciaio. Questo causò un putiferio, in quanto in una scena surreale, moltissimi spettatori cominciarono a tirare sedie sul ring riempiendolo all'inverosimile e tramortendo lo stesso Funk. Jack e Funk abbandonarono in fretta il ring mentre Rocco Rock e Johnny Grunge rimasero sommersi dalle numerose sedie. A causa del comportamento del pubblico, la situazione rischiò seriamente di diventare pericolosa e Joey Styles fu costretto a lasciare la sua postazione da commentatore per impugnare un microfono e chiedere al pubblico di smettere di lanciare sedie sul ring.

## Risultati
| Risultato                                                                                             | Stipulazione                                                      | Durata |
| --- | ----------------------------------------------------------------- | ------ |
| Hack Meyers sconfisse Rockin' Rebel                                                                   | Single match                                                      | 4:40   |
| Chad Austin sconfisse Tommy Cairo                                                                     | Single match                                                      | 4:30   |
| Jason sconfisse Mikey Whipwreck (c)                                                                   | No disqualification match per l'ECW World Television Championship | 12:09  |
| The Tazmaniac & Jimmy Snuka sconfissero The Pitbulls (Pitbull #1 & Pitbull #2)                        | Tag team match                                                    | 00:40  |
| 911 (con Paul E. Dangerously) sconfisse Mr. Hughes (con Shane Douglas e Angel)                        | Single match                                                      | 3:33   |
| The Sandman (con Woman) sconfisse Tommy Dreamer per squalifica                                        | Singapore Cane match                                              | 00:53  |
| The Public Enemy (Rocco Rock & Johnny Grunge) (c) sconfissero The Bad Breed (Axl Rotten & Ian Rotten) | Baseball Brawl match per gli ECW World Tag Team Championship      | 19:09  |
| Sabu (con 911 e Paul E. Dangerously) sconfisse 2 Cold Scorpio                                         | Single match                                                      | 18:28  |
| Cactus Jack contro Terry Funk termina in no contest                                                   | Single match                                                      | 11:00  |